# Pericle il nero
Pericle il nero è un film del 2016 diretto da Stefano Mordini tratto dall'omonimo romanzo di Giuseppe Ferrandino.
La pellicola partecipa in concorso al Festival di Cannes 2016 nella sezione "Un Certain Regard" ma, diversamente dalla critica, al box office ha ottenuto riscontri deludenti.

## Trama
Pericle Scalzone è un soldato di una famiglia camorrista napoletana emigrata a Liegi, che riscuote i crediti, picchia e sodomizza i pizzaioli che non vogliono cedere il locale al suo capo, il boss Don Luigino "Pizza". Il suo lavoro è semplice: obbedire e intimorire. Ma un giorno - in missione contro don Leone, un parroco troppo loquace - incontra Signorinella, sorella del boss rivale di don Luigi, don Gualtiero, che era stata allontanata da Napoli e quindi non avrebbe dovuto trovarsi in parrocchia, a pregare col prete. Pericle capisce che, adesso che Signorinella l'ha visto e riconosciuto, non gli resta che ucciderla, e così, dopo aver stordito il parroco, la aggredisce e crede di averla uccisa. Pericle torna quindi da don Luigino a riferire e, su ordine di questi, per evitare rappresaglie si rifugia a casa di una famiglia di tunisini. Nel corso della notte due killer vengono a cercarlo e uccidono i membri della famiglia tunisina, ma Pericle riesce a fuggire saltando dalla finestra e impadronendosi del furgone dei due.
Sapendosi braccato, Pericle scappa a Calais, sulla costa francese vicino al confine belga. Signorinella non è morta e don Luigi e don Gualtiero si sono alleati per fare eliminare Pericle. A Calais Pericle incontra e seduce Anastasia, una donna di Tolone, divorziata con due figli, che lavora in un panificio e lo accoglie in casa sua. Tradito da una telefonata al cugino Alarico, Pericle è raggiunto a Calais da un sicario, che però riesce a intercettare e uccidere. Tornato a Liegi, Pericle minaccia don Leone per conoscere l'indirizzo della casa in cui si rifugia Signorinella, che sequestra per cercare di ottenere da Don Luigi il denaro necessario per consentire ad Anastasia di mettersi in proprio, aprendo un forno suo nella natia Tolone. Fallito il tentativo di estorsione, il giovane si reca a casa della figlia di Don Luigi e, minacciando di fare un'iniezione di eroina alle sue bambine, la costringe a chiamare il padre, al quale chiede 50.000 euro. Il boss arriva, preleva i soldi dalla cassaforte ma tenta di ferirlo con una lametta nascosta sotto il cinturino dell'orologio. Pericle però riesce a divincolarsi, lega Don Luigi e sua figlia e se ne va con i soldi, salendo su un taxi per tornare a Calais e poi fuggire con Anastasia e i suoi figli.

## Riconoscimenti
- 2017 - David di Donatello
  - Candidatura per la Migliore sceneggiatura adattata a Francesca Marciano, Valia Santella, Stefano Mordini
- 2017 - Bari International Film Festival
  - Premio Vittorio Gassman - Miglior attore protagonista a Riccardo Scamarcio